# Eomanis

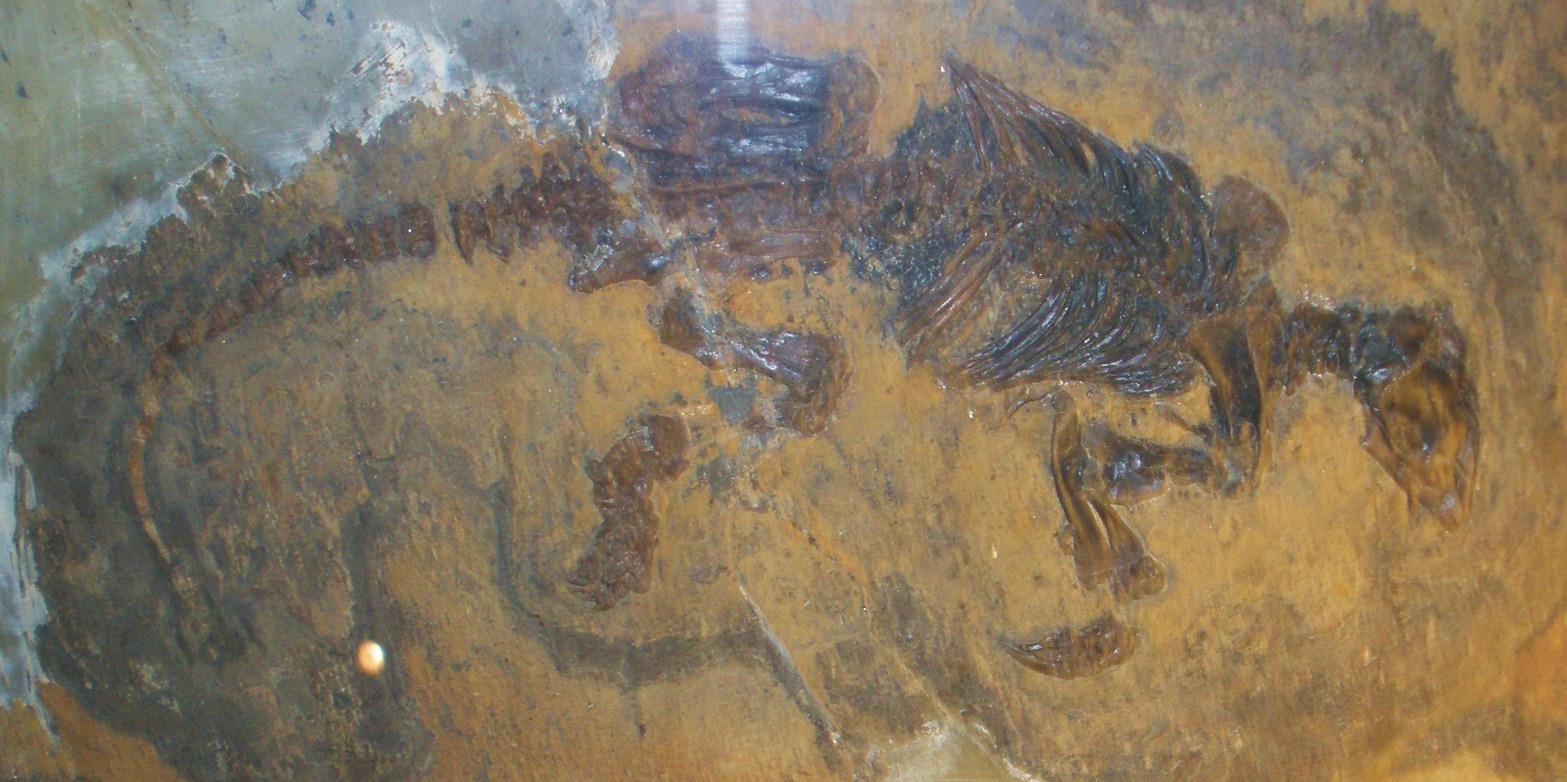
Fósil

Eomanis es un género extinto de pangolines, y el más primitivo de ellos. Vivió en Europa durante el Eoceno Medio, al igual que Eurotamandua, y los fósiles hallados en el sitio fosilífero de Messel, en Alemania, indican que medía aproximadamente cincuenta centímetros de longitud y que eran bastante similares a los pangolines de hoy en día. Sin embargo, existen diferencias importantes tanto en las patas como en la cola. A partir de los restos estomacales de los especímenes perfectamente conservados de Messel, se ha deducido que su alimentación se basaba en insectos y plantas.